# Battaglia di Borghetto
La battaglia di Borghetto avvenne nei pressi di Valeggio sul Mincio il 30 maggio 1796 tra l'esercito francese di Bonaparte di circa 27 000 uomini e un esercito austro-napoletano di circa 19 000 uomini. L'esito della battaglia fu la vittoria francese.

## Contesto storico
Dopo aver firmato l'armistizio di Cherasco, Napoleone poté finalmente dedicare la sua attenzione alle forze austriache di Beaulieu. Dopo aver attraversato il Po a Fombio ed essere riuscito a distruggere la retroguardia imperiale in un'azione sul ponte di Lodi, il 14 maggio Napoleone entrava nella città di Milano, simbolo del potere austriaco nel nord Italia.

## Antefatti
Con solo una guarnigione austriaca di 2 000 uomini lasciata a Milano, la città poteva essere ritenuta perduta. Dopo la sconfitta di Lodi, gli austriaci di Beaulieu si preparavano a ritirarsi oltre al Mincio, dove, grazie alla fortezza di Mantova, speravano di riuscire a bloccare l'avanzata francese. Nel tentativo di porre ulteriore resistenza, occuparono Peschiera, al momento parte della Repubblica di Venezia, affidandola ad una divisione al comando del generale Lipthay. 
I francesi presero una breve pausa dalle ostilità con l'Austria: in primo luogo, Napoleone giudicava poco prudente proseguire non avendo ancora firmato un trattato di pace ufficiale con il Regno di Sardegna; bisognava poi riorganizzare l'esercito in seguito alla scomparsa di Laharpe, in seguito divisa tra gli altri tre generali, ed infine occorreva trovare nuovi fondi per pagare l'esercito e provviste per nutrire i soldati. 
Tra le altre preoccupazioni, vi furono diverse rivolte antifrancesi nella zona del pavese, specialmente nel capoluogo stesso e nel vicino paese di Binasco, dove i contadini si erano sollevati contro la guarnigione repubblicana il 24 maggio. Napoleone decise di sedare la rivolta il giorno seguente con la forza e di farne un esempio per gli altri lombardi. Sorte simile toccò ai pavesi, sebbene l'intervento del clero riuscì a limitare i danni ad un giorno solo di libero saccheggio.
Ricevute la notizia della pace con i piemontesi, Napoleone pianificò di oltrepassare il Mincio ed iniziare ad assediare Mantova, principale roccaforte austriaca del nord Italia. Per prima cosa occupò Brescia e poi si diresse verso est, in direzione dell'esercito di Beaulieu.

## La battaglia

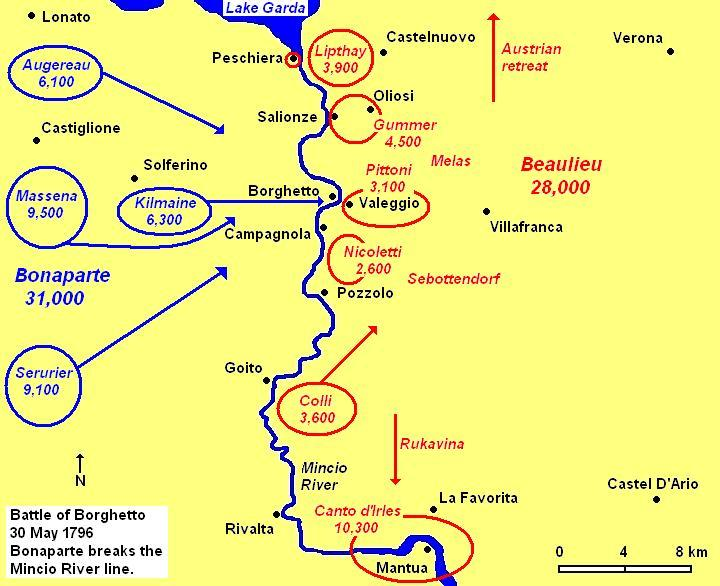
Schema della battaglia

Napoleone partì da Brescia e giunse a Castiglione il 29 maggio nei pressi del Mincio. Aveva con sè le divisioni di Sérurier, Augereau, Massena e la riserva di cavalleria di Kilmaine. Il giorno seguente, alle 2 del mattino, le forze di Augereau partirono per Peschiera mentre il resto si diresse verso Borghetto. L'intenzione della manovra era di impedire la ritirata verso Castelnuovo mentre il grosso dell'esercito attraversava a Borghetto.
Beaulieu, al momento dell'arrivo dei francesi, si trovava nel quartier generale di San Giorgio, particolarmente indisposto a quanto risulta dai rapporti austriaci. Quando arrivò la notizia, gli austriaci si disposero in maniera uniforme su tutta la lunghezza del fiume, peggiorando ulteriormente il loro frazionamento già eccessivo.
Gli austriaci, numericamente inferiori, posero un'audace resistenza: inizialmente respinsero l'avanguardia francese, poi lottarono ferocemente con l'esercito al completo, impedendo il passaggio. Arrivata l'artiglieria francese, questa mise fuori gioco l'unica batteria austriaca a difesa del ponte. In seguito, la brigata del generale Gardanne guadò il fiume a piedi, portando i propri fucili sopra la testa. Attaccati da ogni lato, gli austriaci dovettero iniziare a cedere terreno e indietreggiare all'interno del paese di Valeggio.
Mentre la cavalleria austriaca impediva ai francesi di spingersi oltre la città, il generale Hohenzollern prese comando degli sbandati e si lanciò in un contrattacco. Ad un certo punto, nel mezzo del pomeriggio, gli ussari austriaci penetrarono in città e per poco non catturarono Napoleone stesso. Mentre la situazione si faceva critica a Borghetto, gli austriaci facevano fatica a rispondere alla crisi: Melas veniva distratto da un gruppo di ricognitori francesi a Goito e Colli-Marchini, alla guida delle truppe napoletane, arrivò troppo tardi per essere d'aiuto.
Gli austriaci di Sebottendorf tentarono nuovamente di riprendere Valeggio, ma vennero respinti sino a Villafranca. Capita l'inutilità di un nuovo tentativo, passò lì la notte ed il giorno seguente si diresse verso Castelnuovo.

## Conseguenze
Non avendo più modo di resistere all'avanzata francese, le truppe austriache si raccolsero a Villafranca e partirono a breve per raggiungere le sicure fortificazioni del Tirolo, dove un nuovo esercito poteva essere reclutato. Chi non poteva raggiungere Villafranca, si radunò a Mantova, rimasta in possesso austriaco.
Augereau entrò trionfalmente a Peschiera il giorno dopo, trovandola svuotata dalle truppe austriache. Bonaparte poté quindi porre l'assedio a Mantova. La città, rafforzata dai resti dell'esercito di Beaulieu, contava 13 000 difensori e, viste le formidabili difese naturali, solo un lungo assedio poteva portare alla sua capitolazione.
Dopo la mancata cattura da parte degli ussari, Napoleone decise di istituire un corpo di cavalleria che avrebbe funto da guardia personale. Questo gruppo, chiamato Compagnie des guides a Cheval, capitanato dall'ufficiale Jean Baptiste Bessières, fu il nucleo della futura Guardia imperiale.